# Sunčeva termoelektrana Ivanpah
Sunčeva termoelektrana Ivanpah solarni je sustav za proizvodnju električne energije smješten u pustinji Mojave u Kaliforniji, 64 km (40 milja) jugozapadno od Las Vegasa, snage 392 MW. Sastoji se od 173 500 heliostata s po dva zrcala, koji fokusiraju sunčevu energiju u kotlove smještene na tri središnja solarna tornja. Ivanpah 1, prvi dio postrojenja, priključen je na mrežu u svrhu početnog testiranja u rujnu 2013. godine, a postrojenje je službeno otvoreno 13. veljače 2014. i trenutno je najveća sunčeva termoelektrana u svijetu. Projekt su razvile tvrtke BrightSource Energy i Bechtel, a koštao je 2,2 milijarde dolara. Najveći investitori bili su NRG Energy s uloženih 300 milijuna dolara te Google sa 168 milijuna dolara. Prvotno planirani kapacitet postrojenja bio je 440 MW, no 2010. godine je umanjen kako bi se izbjegla gradnja na području koje nastanjuju pustinjske kornjače. U studenom 2014. godine Associated Press je objavio kako Ivanpah proizvodi “polovinu od očekivane godišnje proizvodnje”, za što je Kalifornijska energetska komisija okrivila “oblake, kondenzacijske tragove i vrijeme”.

## Opis postrojenja
Solarni sustav za proizvodnju električne energije Ivanpah sastoji se od tri sunčeve termoelektrane (Ivanpah 1, 2 i 3) koje se prostiru na 1600 hektara pustinje Mojave, u blizini granice Kalifornije i Nevade, u jugozapadnom djelu Sjedinjenih Američkih Država. 
Postrojenje se sastoji od polja heliostata koji fokusiraju sunčevu svjetlost u prijemnike na središnjim solarnim tornjevima. U njima se fokusirana energija koristi za proizvodnju pare koja pogoni posebno prilagođene turbine. Ivanpah 1 koristi najveći ikad proizvedeni sustav parne turbine (SST – 900, snage 126 MW) i generatora koji je u potpunosti pogonjen solarnom energijom. Termoelektrane sadrže i parni kotao na plin koji se koristi prilikom jutarnjeg pokretanja turbine ili tijekom oblačnog vremena kako bi turbina ostala na mreži. 
U središtu polja heliostata nalaze se solarni tornjevi “Luz Power Tower 550 technology” (LPT 55O) koje je razvila tvrtka BrightSource Energy. Svjetlost koju reflektiraju heliostati usmjerena je prema vrhu solarnog tornja te se koristi za zagrijavanje radne tvari na visoku temperaturu te nastaje para koja se dalje pumpa u turbine. Kako bi smanjili potrošnju vode, tornjevi koriste napredni sustav hlađenja zrakom koji pretvara paru u tekućinu te se ona na kraju procesa vraća u kotao. Time je dobivena ušteda na vodi od 90 %.
Ukupna snaga postrojenja iznosi 392 MW. Ivanpah 1 ima snagu 126 MW, dok Ivanpah 1 i 2 imaju snagu od 133 MW svaki. 

## Proizvodnja struje i ekonomski utjecaj
Za vrijeme gradnje Ivanpah je osiguravao posao za oko 1000 građevinskih radnika, dok je sadašnji broj stalno zaposlenih 86. Procjenjuje se da će donijeti ukupnu financijsku dobit od oko 3 milijarde dolara. 
Postrojenje se sastoji od 173 500 heliostata s po dva zrcala površine 7,02 m2, što čini ukupno 14,04 m2 po heliostatu, a ukupna površina postrojenja iznosi 2 435 940 m2. Stupanj iskoristivosti postrojenja je 28,72 %, faktor opterećenja 31,4 %, a prosječna dnevna dozračena energija Sunca na području termoelektrane iznosi 7,4 kWh/m2. Iz tih podataka proizlazi da termoelektrana godišnje proizvodi 1,05 TWh/godina.

## Utjecaj na okoliš
Procjenjuje se da će Ivanpah smanjiti emisiju CO2 za 400 000 tona godišnje. Projektiran je tako da, što je više moguće, smanji utjecaj na okoliš i izgled terena. Unatoč tome, postrojenje je ograđeno kako bi se spriječio ulaz divljih životinja, a istraživanja su pokazala kako i za ptice postoji rizik od sudaranja sa zrcalima i zadobivanja opeklina zbog intenzivnog zračenja s heliostata. 
2010. godine snaga postrojenja morala je biti smanjena na 392 MW kako bi se izbjegla gradnja na području koje nastanjuje zaštićena pustinjska kornjača.